# Kristinakören
Kristinakören är en kör som startades 1929 under namnet Svensk Damkör.
1961 ändrades körens namn till Kristinakören.
Kören har genom åren sjungit på konserter, högmässor och privata tillställningar samt rest både inrikes och utrikes.
Man har framfört flertalet större verk, till exempel ”Stabat Mater” av Pergolesi, ”Litanie a la Vierge Noire” av Francis Poulenc och ”A Ceremony of carols” av Benjamin Britten.

## Körens dirigenter
1. Musikdirektör Karin Almgren var den första dirigenten. Hon ledde kören i 5 år, från 1929.
2. Karin efterträddes av Frithiof Gille som verkade i kören fram till 1944.
3. Därefter tillträdde musikdirektör Harry Lindgren som i sin tur ledde kören i 35 år.
4. 1980 lämnade Harry över dirigentpinnen till musikdirektör Michael Waldenby som ledde kören de kommande 6 åren.
5. Efter Michael ledde musikdirektör Ingrid Rasmusson kören fram till 1992.
6. Susanne Modin tog över 1992 och ledde kören i 4 år.
7. Susanne efterföljdes av musikdirektör Mattias Ekström-Koij år 1996.
8. Från år 2001 till och med 2005 var Björn Paulson körens dirigent och musikaliska ledare.
9. Under våren 2006 leddes kören av Maria Nordstedt.
10. De kommande två åren var Annelie Söderlind körens dirigent.
11. Hösten 2009 till hösten 2016 leddes kören av Isabel Josephson.
12. Sedan hösten 2016 är Annika Hudak Kristinakörens dirigent.

## Kristinakören idag
Kören har ca 35 aktiva medlemmar i blandade åldrar. 
Repertoaren innehåller både sakral och profan musik, men också verk skrivna för Kristinakören.